# Filozoficko-teologická vysoká škola Freising
Filozoficko-teologická vysoká škola Freising (německy Philosophisch-theologische Hochschule Freising) byla vysoká škola v bavorském městě Freising v Německu, existující do roku 1969.
Do sekularizace v roce 1802 existovalo ve Freisingu knížecí-biskupské lyceum na Mariánském náměstí (Marienplatz), poté bylo zrušeno, ale jeho budova stále stojí.

Roku 1834 bylo do Freisingu přemístěna teologická sekce lycea, které bylo přestěhováno z Mnichova do Landshutu. Teologické lyceum se nacházelo v bývalé konírně na Dombergu. Ve stejné budově bylo situováno také Dom-Gymnasium. V roce 1826 vznikl na příkaz krále Ludvíka I. Bavorského v sousední budově bývalé knížecí-biskupské rezidenci kněžský seminář. Od roku 1923 nesla instituce dnešní název.

Ke sjednocení kněžského vzdělání, bylo nutné snížit počty studentů a uvažovalo se o přestěhování školy do Mnichově. Díky špatnému propojení vysoké školy a kněžského semináře to znamenalo pro školu definitivní konec. Roku 1966 bylo ve vzájemné dohodě mezi Svobodným státem Bavorsko a Svatým stolcem dohodnuto zrušení školy. Kvůli nadcházejícímu konci školy nebyly personálně doplňovány neobsazené katedry a počet studentů klesl z 162 (1965/1966) na 82 (1967/68). Kardinál Julius Döpfner podpořil předčasné přemístění kněžského vzdělání na Univerzitu Ludvíka Maxmiliána v Mnichově, kde od zimního semestru 1968/1969 funguje. Oficiálně byla škola zrušena 31. srpna 1969. Většina knižního fondu byla přidělena Univerzitě Augsburg.
Dnes se v budově vysoké školy sídlí Knihovna Freisinského dómu.